# 神奈川旅客自動車協同組合
神奈川旅客自動車協同組合は神奈川県横浜市中区に本拠地を置くタクシー無線配車を目的とした事業協同組合である。「ラジオタクシー」（Radio Taxi）の愛称を使用している。
ラジオ（Radio）はラジオ放送ではなくタクシー無線を意味する。2010年、横浜旅客自動車協同組合より神奈川旅客自動車協同組合に改称した。加盟11社（準加盟事業者2社を含む）のうち7社にて無線配車を行う。車体の色は白のボディーに青のストライプ。横浜市内における台数シェアでは、平和交通グループ、神奈川都市交通に次いで第3位。

## 加盟事業者
| 社名・営業所           | 社名・営業所           | 所在地           | 備考                                                                      |
| ---------------------- | ---------------------- | ---------------- | ------------------------------------------------------------------------- |
| アサヒタクシー         | 本社 山手営業所        | 中区山元町       |                                                                           |
| アサヒタクシー         | 港北ニュータウン営業所 | 都筑区茅ヶ崎東   |                                                                           |
| サンタクシー           | 本社                   | 中区かもめ町     |                                                                           |
| サンタクシー           | 小机営業所             | 港北区新羽町     |                                                                           |
| 三慶交通               | 三慶交通               | 神奈川区羽沢町   |                                                                           |
| 大栄交通               | 横浜本社               | 中区山下町       | 東京都内の営業所（東京本社）は日の丸自動車※と提携 ※2015年まで共同無線所属 |
| 大栄交通               | 旭営業所               | 旭区上白根町     | 東京都内の営業所（東京本社）は日の丸自動車※と提携 ※2015年まで共同無線所属 |
| 朋栄交通               | 朋栄交通               | 保土ケ谷区西谷町 |                                                                           |
| 富士見交通             | 富士見交通             | 磯子区森         |                                                                           |
| カナガワ交通イースタン | カナガワ交通イースタン | 栄区飯島町       | ラジオタクシー無線車なし 梅田交通グループ・日本交通提携                   |
| キョーシン             | キョーシン             | 旭区中白根       | ラジオタクシー無線車なし                                                  |
| 戸塚交通               | 戸塚交通               | 戸塚区上倉田町   | 一部車両のみラジオタクシー無線を装備                                      |
| エヌケイキャブ         | エヌケイキャブ         | 磯子区中原       | 準組合員・ラジオタクシー無線車なし                                        |
| ケイサンタクシー       | ケイサンタクシー       | 泉区岡津町       | 準組合員・ラジオタクシー無線車なし                                        |

朋栄交通は2010年4月、それまで所属していた神奈川無線タクシー協同組合の解散に伴い移籍。富士見交通は横浜無線協同組合（現・横浜交通グループ）から移籍。

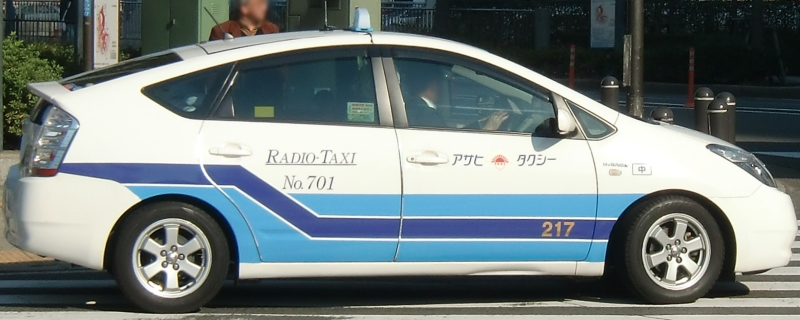
アサヒタクシー
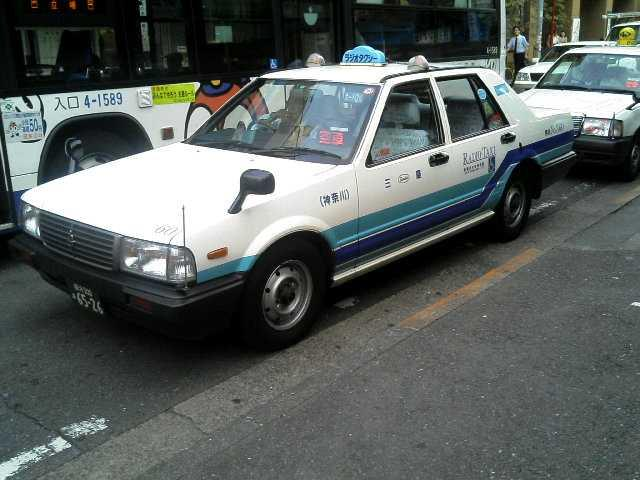
三慶交通
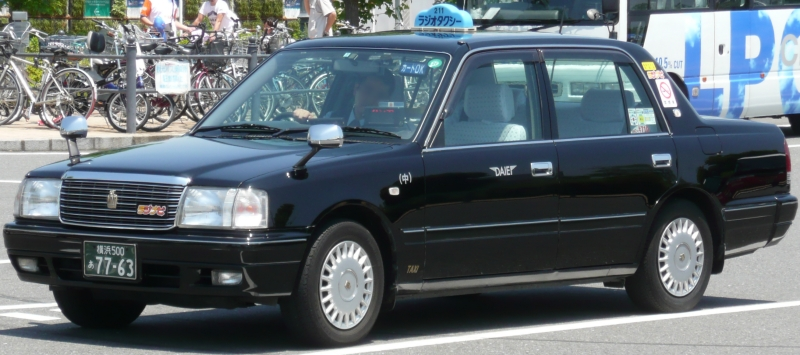
大栄交通

## 加盟していた事業者
- 京王交通第二（→飛鳥交通神奈川、南区井土ヶ谷下町） - 自社単独営業に移行の為、2001年脱退。
- 松村運輸（西区岡野）
- 港北交通（都筑区東方町）
- ワイキャブ横浜営業所（磯子区広地町） - 神奈川無線タクシー協同組合の解散に伴い移籍したが、営業所閉鎖。